# Celereon pullator
Celereon pullator är en stekelart som först beskrevs av Thomas Say 1936.  Celereon pullator ingår i släktet Celereon och familjen bracksteklar. Inga underarter finns listade.